# Garden Acres (Kalifornija)
Garden Acres je naseljeno područje za statističke svrhe u američkoj saveznoj državi Kalifornija. Prema popisu stanovništva iz 2010. u njemu je živjelo 10.648 stanovnika.